# Paul Medhurst
Paul Medhurst (Scunthorpe, Lincolnshire, 12 de desembre de 1953 - Gant, 26 de setembre de 2009) va ser un ciclista amb doble nacionalitat britànica i de Nova Zelanda. Va ser professional entre 1976 i 1989.
Va participar en els Jocs de la Commonwealth de 1974 defensant els colors del país oceànic, i als Jocs de Mont-real sota bandera britànica.

## Palmarès
- 1981
  - 1r als Sis dies de Melbourne (amb John Trevorrow)
  - 1r als Sis dies de Launceston (amb Wayne Hildred)